# 13 Batalion Celny
13 Batalion Celny – jednostka organizacyjna formacji granicznych II Rzeczypospolitej.

## Formowanie i zmiany organizacyjne
Na podstawie rozkazu Ministra Spraw Wojskowych nr 3046/Org z dnia 24 marca 1921 w miejsce batalionów wartowniczych i batalionów etapowych utworzone zostały bataliony celne. 13 batalion celny powstał w granicach DOG Pomorze, a zorganizowano go na bazie 8/VI batalionu wartowniczego. Etat batalionu wynosił 14 oficerów i 600 szeregowych. Podlegał Komendzie Głównej Batalionów Celnych, a pod względem politycznym Ministrowi Spraw Wewnętrznych.
Mimo że batalion był w całym tego słowa znaczeniu oddziałem wojskowym, nie wchodził on w skład pokojowego etatu armii. Uniemożliwiało to uzupełnianie z normalnego poboru rekruta. Ministerstwo Spraw Wojskowych zarówno przy ich formowaniu, jak i uzupełnianiu przydzielało mu często żołnierzy podlegających zwolnieniu, oficerów rezerwy oraz szeregowców i oficerów zakwalifikowanych przez dowództwa okręgów generalnych jako nie nadających się do dalszej służby wojskowej. Po sformowaniu dowództwo batalionu stacjonowało w Lubawie. Swoje kompanie batalion rozmieścił  w Dusocinie, Uzdowie i Wojmie. W lipcu sztaby kompanii zmieniły swoje miejsca postoju i na dzień 1 sierpnia 1921 stacjonowały w Radominie, Rozentalu, Rybnie i Działdowie. Rozkazem tajnym nr 10 z 7 października 1921 Komendant Główny Batalionów Celnych nakazał likwidację batalionów nr 14., 17. i 18. W myśl tego rozkazu 17 batalion celny miał przekazać swoją 2 i 4 kompanię do 13 batalionu celnego w Lubawie. W dniu 28 października wszystkie kompanie rozformowywanych batalionów winny odejść do miejsc nowego przeznaczenia.
14 marca 1922 o godzinie 12:00 13 batalion celny został zluzowany przez Straż Celną i niedługo potem rozwiązany .

## Służba celna
17 maja 1921 Główna Komenda Batalionów Celnych zarządziła zmiany dyslokacyjne batalionów. 3 batalion celny miał ochraniać odcinek granicy od pepłówka (granica DOG Pomorze i DOG Warszawa) do szosy Mława – Niborg. Sztab batalionu rozlokowany miał być w Lubawie.
Odcinek batalionowy podzielony był na cztery pododcinki, które obsadzały kompanie wystawiające posterunki i patrole. Posterunki wystawiano wzdłuż linii granicznej w taki sposób, by mogły się nawzajem widzieć w dzień. W tym zakresie batalion współpracował z posterunkami i patrolami Policji Państwowej. Współpraca polegała na tym, że te pierwsze wystawiały wzdłuż linii granicznej stale posterunki i patrole, natomiast policja tworzyła je w głębi strefy, poza linią graniczną. W zakresie ochrony granicy batalion podlegał staroście.
Sąsiednie bataliony
1 batalion celny w Chorzelach ⇔ 16 batalion celny w Nowem – VI 1921

## Kadra batalionu
Dowódcy batalionu
| stopień    | imię i nazwisko       | okres pełnienia służby | kolejne stanowisko |
| ---------- | --------------------- | ---------------------- | ------------------ |
| mjr piech. | Antoni Ratajski       | V – IX 1921            |                    |
| płk        | Władysław Eljaszewicz | od X 1921 – IV 1922    |                    |

## Struktura organizacyjna
| Ordre de Bataille 13 batalionu celnego w Lubawie na dzień 1 sierpnia, 1 listopada 1921 i 1 kwietnia 1922: | Ordre de Bataille 13 batalionu celnego w Lubawie na dzień 1 sierpnia, 1 listopada 1921 i 1 kwietnia 1922: | Ordre de Bataille 13 batalionu celnego w Lubawie na dzień 1 sierpnia, 1 listopada 1921 i 1 kwietnia 1922: | Ordre de Bataille 13 batalionu celnego w Lubawie na dzień 1 sierpnia, 1 listopada 1921 i 1 kwietnia 1922: | Ordre de Bataille 13 batalionu celnego w Lubawie na dzień 1 sierpnia, 1 listopada 1921 i 1 kwietnia 1922: |
| kompanie                                                                                                  | 1. Radomino                                                                                               | 2. Rozental                                                                                               | 3. Działdowo                                                                                              | 4. Rybno                                                                                                  |
| --- | --- | --- | --- | --- |
| dowódcy                                                                                                   | por Izydor Penner                                                                                         | por. Aleksander Czarnecki                                                                                 | por. Juliusz Niemczewski                                                                                  | ppor. Marian Jurkowski                                                                                    |
| dowódcy                                                                                                   | por Izydor Penner                                                                                         | por. Włodzimierz Chyczewski                                                                               | por. Juliusz Niemczewski                                                                                  | ppor. Marian Jurkowski                                                                                    |
| placówki                                                                                                  | Wólka | Czerlin                                                                                                   | Kramarzewo                                                                                                | Szczepankowo                                                                                              |
| placówki                                                                                                  | Wonna | Lubstynek                                                                                                 | Wilamowo                                                                                                  | Rumienica                                                                                                 |
| placówki                                                                                                  | Jamielnik                                                                                                 | Wiśniewo                                                                                                  | Krasnołąka                                                                                                | Gutowo |
| placówki                                                                                                  | Radomino                                                                                                  | Kołodziejki                                                                                               | Malinowo                                                                                                  | Groszki                                                                                                   |
| placówki                                                                                                  | Pustki | Pomierki                                                                                                  | Chorap | Wądzyń Mały                                                                                               |
| placówki                                                                                                  | Białogóra                                                                                                 | Gerłosz                                                                                                   | Białuty                                                                                                   | Wądzyń Duży                                                                                               |
| placówki                                                                                                  | Rodzone                                                                                                   | Zielkowo                                                                                                  | | Szczuplin                                                                                                 |
| placówki                                                                                                  | Kaczek | Kazanice                                                                                                  | Rapaty | |
| placówki                                                                                                  | | Uzdowo | | |